# How to Deal
How to Deal est un film américain réalisé par Clare Kilner (en) et sorti en 2003.
L'histoire et les personnages du film sont basés sur deux romans de l'auteur américain Sarah Dessen, soit Someone Like You et That Summer, parus respectivement en 1998 et 1996.

## Synopsis
Face à trop d'exemples de romances déçues autour d'elle, Halley (Mandy Moore), décide que l'Amour avec un grand A n'existe pas. Son père quitte sa mère pour une femme à peine plus vieille que sa sœur aînée et cette dernière décide de se marier à un homme qui, selon Halley, n'est pas du tout son type. De plus, sa meilleure amie se rend assez vite compte que de batifoler avec son petit-copain peut avoir de graves conséquences… Bref, Halley croit que le véritable amour n'existe pas, jusqu'au jour où il se présente à elle. Changera-t-elle d'avis sur la question ?

## Fiche technique
- Réalisateur : Clare Kilner (en)
- Musique : David Kitay
- Photographie : Chris Menges
- Montage : Shawna Callahan et Janice Hampton
- Direction artistique : Eric Alan Edwards
- Costumes : Jill M. Ohanneson
- Producteurs : Erica Huggins et William Tetler
- Sociétés de production : Focus Features, New Line Cinema, Golden Mean, Radar Pictures
- Sociétés de distribution : New Line Cinema
- Budget : 16 000 000 $
- Pays d'origine :  États-Unis
- Genre : Comédie dramatique
- Langue originale : anglais
- Durée : 101 minutes
- Dates de sortie :
  -  États-Unis : 18 juillet 2003

## Distribution
- Mandy Moore (VF : Marion Valentine ; VQ : Aline Pinsonneault) : Halley Martin
- Alexandra Holden (VQ : Geneviève Angers) : Scarlett Smith
- Allison Janney (VF : Marie-Laure Beneston ; VQ : Madeleine Arsenault) : Lydia Martin, mère de Halley
- Peter Gallagher : le père de Halley
- Trent Ford (VQ : Renaud Paradis) : Macon Forrester
- Connie Ray (VQ : Patricia Tulasne) : Marion Smith
- Nina Foch (VQ : Élizabeth Chouvalidzé) : la grand-mère d'Halley
- Mackenzie Astin (en) (VQ : Tristan Harvey) : Lewis Warsher
- Laura Catalano (VQ : Maryse Gagné) : Lorna Queen
- Mackenzie Astin (en) : Lewis Warsher[1]